# Ectropothecium occultum
Ectropothecium occultum är en bladmossart som beskrevs av Ferdinand François Gabriel Renauld och Jules Cardot 1905. Ectropothecium occultum ingår i släktet Ectropothecium och familjen Hypnaceae. Inga underarter finns listade i Catalogue of Life.